# Љубавни напитак бр. 9
Љубавни напитак бр. 9 (енгл. Love Potion No. 9) је америчка љубавна филмска комедија, са елементима фантастике из 1992. године са Сандром Булок у главној улози. Улога Дајен Фароу се сматра првом главном улогом Сандре Булок. Филм говори о еликсиру којим можете учинити да се особе супротног пола заљубе у вас. Поред Булокове, главну улогу у филму тумачи и Тејт Донован. У осталим улогама су Ен Банкрофт (као Мадам Рут), Мари Мара (као Мариса), Дејл Мидкиф (Гери Логан), Хилари Смит (Сали), Дилан Бејкер (принц Џефри) и Адријан Пол (Енрико). Музику за филм компоновао је Енио Мориконе.

## Радња
Пријатељи убеђују Пола Метјуза, компјутерског биохемичара са мало успеха код жена, да посети циганку, мадам Рут. Она му даје „Љубавни напитак #8“, еликсир који може одмах да натера било кога супротног пола да се заљуби у њега. Пол дели напитак са својом девојком Дајаном (Сандра Булок) и заједно започињу „научни експеримент“ који убрзо измиче контроли... „Ефекат“ пића бр. 8 може да се отклони само јачим пићем бр. 9 које не ствара осећања љубави, већ га потпуно чисти од лажи, остављајући прави осећај, ако је заиста постојао пре примене осмог пића. Сада ће љубав, ако је била искрена, заувек остати таква.